# Unión Nacional Africana de Zimbabue
La Unión Nacional Africana de Zimbabue (en inglés: Zimbabwe African National Union, ZANU) fue el antecesor del ZANU-PF. La ZANU fue fundada en 1963 por el reverendo Ndabaningi Sithole, junto a Herbert Chitepo, Robert Mugabe y demás personalidades políticas salientes del movimiento de Joshua Nkomo, la Unión del Pueblo Africano de Zimbabue (ZAPU). Los veteranos de la ZAPU que entraron en la ZANU pertenecieron al grupo étnico shona, y no a los ndebele de Nkomo.

## Plataforma
Ndabaningi Sithole, fundador del movimiento, fue un reverendo metodista perteneciente a la etnia ndau, así como activista de los negroafricanos en Rodesia del Sur en los años 50, cuando trabajó como un pastor metodista. En 1958 publicó su libro Nacionalismo Africano, que fue prohibido por las autoridades del gobierno racista blanco liderado por Edgar Whitehead. En aquellos años el Imperio Británico aun luchaba contra movimientos independentistas en colonias como Kenia y Malasia. 
La ZANU fue un movimiento que se vio muy influenciado por los ideales de Mao Zedong. Sithole y Robert Mugabe eran marxistas, pero Sithole siempre fue más moderado en sus creencias. En el congreso de la ZANU de 1964 Sithole fue elegido presidente, y Mugabe secretario general. La ZANU fue ilegalizada ese mismo año por el gobierno de Ian Smith. Sithole, Mugabe y sus colaboradores fueron arrestados por sus actividades políticas.

## Segundo Chimurenga
En 1965 los grupos de oposición negroafricanos ZAPU y ZANU empezaron la guerra civil de Rodesia, también llamada la Segunda Chimurenga, una insurgencia contra el gobierno Smith. Rodesia había declarado la "UDI" (Declaración Unilateral de Independencia de Rodesia), y hizo un gobierno de las minorías, pero Zambia, Malaui y Tanzania al norte se hicieron independientes como estados negroafricanos. Zambia y Tanzania dieron refugio a los guerrilleros del ZIPRA y el ZANLA (que Chitepo fundó en 1965 en Tanzania), las ramas militares de ZAPU y ZANU respectivamente.
Los aliados mejores de los guerreros ZIPRA y ZANLA eran grupos militantes negroafricanos en los países vecinos de Rodesia, Mozambique y Sudáfrica. ZANU tuvo lazos bienes con el FRELIMO y el PAC en ambos países. ZAPU fue más orientado al ANC de Sudáfrica y MPLA angoleño, y tuvo también lazos con FRELIMO. 

### Golpe de Mugabe
En 1974 Herbert Chitepo fue asesinado por un cochebomba en su casa en Lusaka, Zambia. El excomandante de ZANLA fue un rival mayor de Robert Mugabe y Josiah Tongogara, la facción de línea dura en ZANU. Chitepo fue un leal al Reverendo Ndabaningi Sithole durante los 10 años que pasó en prisión junto con Mugabe. Tongogara, ya el comandante de ZANLA, se hizo aliado de Mugabe. Sithole quedó de ZANU, formando ZANU-Ndonga, un grupo palomista que renunció la lucha armada contra Rodesia. Aunque la división entre Mugabe y Sithole (la que es posible estuvo desde tensiones tribalistas/étnicas desde los shona del primero y las minorías laeales al segundo) hizo a ZANU ser débil en zonas ndebeles de Rodesia, Mugabe y Tongogara consiguieron en hacer de ZANLA un fuerzo despiadado de guerreros maoístas que lucharon contra el gobierno Smith tanto del interior de Rodesia y de Mozambique y Zambia, mientras que ZIPRA luchó contra Smith en modos más convencionales, y usualmente de sus bases en Zambia y Angola, y no de encampamientos internos en Rodesia como que hizo ZANLA.

### Escalada y término del conflicto
En 23 de noviembre, de 1977 fuerzas del SAS y Selous Scouts rodesianos asaltaron un campamento zanlista en Chimoio (Mozambique) y asesinaron a tres mil reclutas de ZANLA con un saldo de 5.000 personas heridas. Hay alegaciones de que muchos de los muertos en la batalla fueron refugiados rodesianos negroafricanos y no guerreros de ZANLA. Una derrota similar desde Nyadzonia en el noroeste de Mozambique ocurrió luego. 
Pero aquellos reveses no influyeron en la resulta del conflicto. el ZIPRA y ZANU hicieron daños irreparables en la economía rodesiana. En 1978 el gobierno de Smith asignó el Acuerdo Interno con el opispo metodista Rev. Abel Muzorewa del UANC, ZANU-Ndonga, y FROLIZI de James Chikerema. Sin embargo, menos de un año duro el gobierno de coalición entre Smith, el nuevo Presidente Muzorewa y los oponentes negroafricanos de ZAPU y ZANU por "Zimbabue Rodesia", todos los partidos reunidos por el Lancaster House en Londres. Según el acuerdo las hostilidades entre los rebeldes ZANU y ZAPU y el gobierno debían terminar, y se llevarían a cabo elecciones democráticas en el nuevo país de Zimbabue en febrero de 1980. Mientras que el gobierno y los rebeldes prepararon la nación para las elecciones, Zimbabue Rodesia cambió de vuelta a ser una dependencia del Imperio Británico (desde 1965 Smith gobernó durante la UDI, la declaración unilateral de Independencia). El 26 de diciembre de 1979, Tongogara había muerto en un accidente de tráfico en el camino rumbo a un encuentro en un campamento de guerrilleros zanlistas en Mozambique. Según informes oficiales, la muerte de Tongogara fue un accidente, pero hay también versiones que dicen que el comandante del ZANLA lo habría mandado a matar por un complot de Mugabe.

## Triunfo electoral
En febrero de 1980 el ZANU ganó por las urnas en las primeras elecciones celebradas en la historia de Zimbabue, recibiendo el 63% de los votos contra un 24,1% del Frente Popular, la lista de ZAPU, 8,3% desde el UANC del opispo Muzorewa, y 2% desde ZANU-Ndonga de Sithole. Veinte escaños desde el parlamento zimbabuense fueron reservados para delegados de la minoría blancorodesiano los que inundó el Frente Rodesiano de Ian Smith. ZANU formó un bloque con ZAPU y el Frente Popular, y se eligió en la oficina de Primo Ministro. 
Desde entonces, ZANU cambió en el partido político gobernando de Zimbabue, ZANU-Frente Popular. 
Por la historia de ZANU desde 1980, mira ZANU-PF.